# Санчі
23°28′46″ пн. ш. 77°44′22″ сх. д. / 23.47944° пн. ш. 77.73944° сх. д.
Санчі́ (Sanchi) — невелике селище у районі Райсен (Raisen) індійського шт. Мадх'я-Прадеш, розташоване на відстані 46 км на північний схід від Бхопалу в центральній частині штату. Тут знаходяться декілька монументальних пам'яток ранньобуддистської та індуїстської архітектури: храми, ступи, монастирі, що датуються періодом від ІІІ ст. до н. е. до ХІІ ст. н. е..

## Велика ступа Санчі
Головною пам'яткою комплексу Санчі є Велика Ступа. Достеменно відомо, що це перша у світі ступа, зведена для наочності дії дхарми, яка таким чином послужила прообразом всіх наступних ступ.

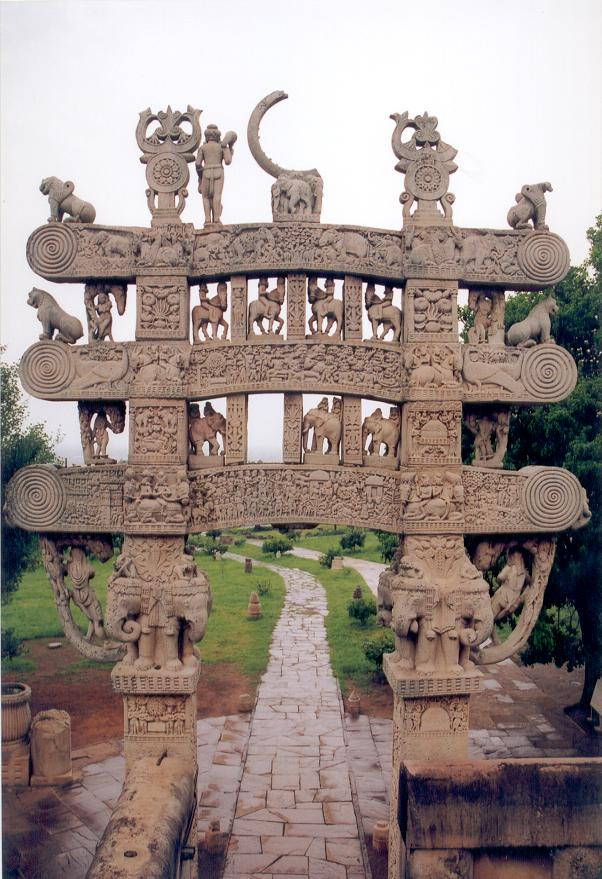
Декорована різьбленням Північна брама Ступи

Ядро ступи має структуру простої напівсфери, складеної з цегли, що підноситься над залишками Будди. Ступа довершується архітектурною деталлю чатра — у формі парасольки, що символізує високе покликання честі і захисту священних решток. Мури Ступи мають багатий скульптурний декор — на барельєфах зображені фігури не лише тодішніх індійців, а й люди в грецьких шатах.

## Історія
Велика Ступа була зведена за наказом індійського імператора Ашоки в III ст. до н. е. Розташована поруч сорокатонна колона Ашоки була доставлена спеціально з Чунару.
На початку доби правління династії Шунга (II ст. до н. е.) Велика ступа зазнала ушкоджень (якщо не цілковитого руйнування), однак незабаром її було відбудовано і розширено вдвічі більше проти початкових розмірів.
Наприкінці II ст. до н. е. індо-грецький посол Геліодор звів відому колону (так звану Колону Геліодора) за 5 миль від Ступи. Ще за декілька десятиліть з'явились чотири брами по всіх сторонах світу, оздоблених вишуканим різьбленням.
Санчі продовжував лишатися значним осередком буддистського мистецтва до XII ст., допоки в центральній Індії не утвердився іслам, а буддистські святині почали занепадати. Серед споруд I-го тис. н. е. особливу славу здобув Храм № 17, датований V ст., — один з найдавніших буддистських храмів Індії.
Закинуті протягом століть, пам'ятки Санчі заново було винайдено, відкрито й описано британським генералом Тейлором (Taylor) в 1818 році.
Археологи-аматори і шукачі скарбів панували у Санчі аж до 1881 року, коли були розпочаті постійні відновлювальні і дослідницькі роботи. Між 1912 і 1919 рр. структура комплексу під проводом Джона Маршалла (John Marshall) була відновлена до сучасного вигляду. У теперішній час близько півсотні пам'яток, що лишилися на пагорбі Санчі, включають три ступи і декілька храмів.

### Написи
У Санчі, особливо у першій ступі, є багато написів на брахмі. Хоча багато з них короткі і описують пожертви, вони мають дуже важливе історичне значення. Джеймс Принсеп у 1834 році помітив, що багато з написів закінчуються одними і тими ж словами. Прінсеп прийняв їх за «данам» (пожертвування), це і допомогло розшифрувати письмо брахмі.
Аналіз записів пожертвувань показує, що хоча багато з благодійників були місцевими (без вказаного міста), значна частина з них походили з Удджайни, Вадіши, Курари, Надінагари, Махісаті, Кургхари, Бхогавадхана та Камадігама.
Також там є написи часів династії Маур'їв, Шунга/Сатавахана (175 р. до н. е. — 15 р. н. е.), Кушанського царства (100—150 рр. н.е), династії Гтупів (600—800 рр. н. е. див. Написи часів Чандрагупти II в Санчі). Напис Є Драхма Хету у храмі 45 може датуватися 9 століттям.

### Світова спадщина
У 1989 році Буддистські пам'ятки у Санчі включені до Переліку Світової спадщини ЮНЕСКО.

## Селище Санчі
Селище Санчі є типовим невеликим індійським селом, населення якого згідно з переписом 2001 року становить 6.785 осіб, з цього числа чоловіче — 53 % і 47 % жіноче, рівень грамотності місцевих жителів становить 67 %, станом на цей 2001 рік 16 % від загалу селян були дітьми до 6 років.